# Scotopteryx brunnescens
Scotopteryx brunnescens là một loài bướm đêm trong họ Geometridae.